# Annie Krauß

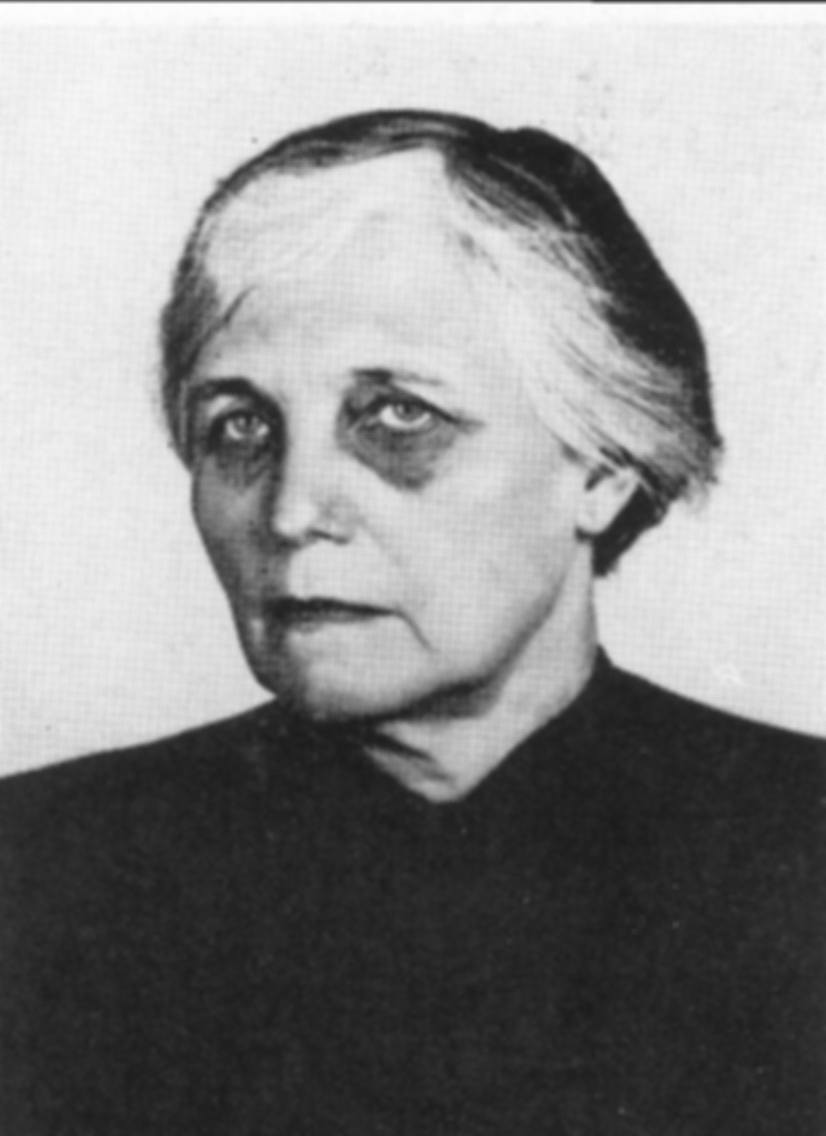
Annie Krauß (um 1942)

Annie Krauß (in der Literatur auch als Annie Krauss und Anna Krauß/Krauss bezeichnet) (* 7. Mai 1879 oder häufiger 27. Oktober 1884 in Bogen; † 5. August 1943 in der Strafanstalt Berlin-Plötzensee, Berlin) war eine deutsche Hellseherin und Widerstandskämpferin gegen den Nationalsozialismus. Sie wurde als Mitglied der Gruppe Rote Kapelle ein Opfer der NS-Kriegsjustiz.

## Leben und Wirken
Krauß war eine Tochter des ostpreußischen Bauern Johann Friese. Seit 1920 lebte sie in Berlin als Inhaberin einer Nähwerkstatt. Seit 1936 betätigte Krauß, die in ihrer Jugend eine kaufmännische Ausbildung durchlaufen hatte, sich als Geschäftsinhaberin einer Lack- und Farbengroßhandlung in Berlin. Darüber hinaus betätigte sie sich seit 1930 in privatem Rahmen als Hellseherin. Dass Krauß Informationen, die sie bei dieser Tätigkeit erhielt, weiterleitete konnte nicht nachgewiesen werden. Sollte sie Geheiminformationen erhalten haben, so konnten diese nicht per Funk ins Ausland weitergeleitet werden, da lediglich einmalig am 26. Juni 1941 ein Probefunkspruch „1000 Grüße allen Freunden“ erfolgreich war.
Krauß beteilige sich an den Aktionen der Roten Kapelle, indem sie ihr Wohnzimmer als Ort zur Aufstellung einer Druckerpresse, mit der antinazistische Flugblätter vervielfältigt wurden, zur Verfügung stellte.
Im Zuge der Zerschlagung der Roten Kapelle am 14. September 1942 wurde auch Krauß verhaftet. Sie wurde vom 2. Senat des Reichskriegsgerichts wie zahlreiche weitere Mitglieder der Gruppe wegen Wehrkraftzersetzung zum Tode verurteilt und am 5. August 1943 in der Strafanstalt Berlin-Plötzensee durch Enthaupten mit dem Fallbeil hingerichtet. Die Hinrichtung erfolgte um 19.36 Uhr im Zuge einer Reihenhinrichtung, in deren Verlauf mehr als ein Dutzend Frauen im Drei-Minuten-Takt hingerichtet wurden.

## Ehrung
- In Stahnsdorf ist die Anni-Krauss-Straße nach ihr benannt. Dort liegt nahe der Einmündung in die John-Graudenz-Straße auch ein Gedenkstein.